# IEEE 802.11af
IEEE 802.11af，又稱為White WiFi、Super WiFi，是802.11家族的一項無線網路標準，由IEEE標準協會制定。該標準透過電視白頻段來傳播無線網路訊號，同時使用該頻段作為訊號傳播的無線訊號標準尚有 IEEE 802.22。

## 概述
802.11af 由IEEE在2014年核准，透過2010年美國联邦通信委员会（FCC）所制訂無線類比電視VHF與UHF兩個白頻段進行無線網路的傳播，得利於使用該頻段能使 802.11af 比其他 Wi-Fi 標準擁有更大的訊號傳播範圍。 
802.11af 在實體層基於802.11ac-2013，同樣支援OFDM技術，能工作在 6、7與8Mhz的頻率頻寬，提供 26.7 - 35.6 Mbps 不等的無線網路傳輸速率。
由於使用電視白頻段進行傳播，在訊號有干擾的可能性，因此也會搭配地理資料庫的方式來提供各地區不同的可用頻段；目前 802.11af 因其特性導致網路接取公平性問題，主因來自於捕獲效應與隱藏終端問題。

## 使用頻段
802.11af 所使用的無線類比電視白頻段實際頻率需參照各國實際釋出頻段為準。
- 美國：使用由FCC規範的VHF、UHF頻段， 54Mhz - 698Mhz[8]
- 歐洲：使用由ETSI規範的 490Mhz - 790Mhz[8]
- 中華民國：交通部目前已收回並騰空無線類比電視頻段，但目前均保留或用於行動通訊，並未有已知的 802.11af 可用頻段[9]。

## 與 802.22 之比較
2011年8月27日同樣由IEEE發布的 802.22，與802.11af皆使用電視白頻段進行訊號的傳播，但是 802.22 主要提供的是無線區域網路標準(Wireless Regional Area Network)的網路接取。
| 技術標準 | 802.11af            | 802.22               |
| -------- | ------------------- | -------------------- |
| 使用頻段 | 54Mhz - 790Mhz      | 54Mhz - 862Mhz       |
| 工作頻寬 | 6、7或8Mhz          | 6、7或8Mhz           |
| 傳輸速率 | 26.7Mbps - 35.6Mbps | 4.54Mbps - 22.69Mbps |
| 無線網路 | WLAN                | WRAN                 |

## 外部文獻
- 在IEEE802.11af 網路中公平存取通道之協定設計（页面存档备份，存于）
- IEEE 802.11af 網路之增強版公平性（页面存档备份，存于）